# Telioneura jocelynae
Telioneura jocelynae är en fjärilsart som beskrevs av De Toulgoët 1987. Telioneura jocelynae ingår i släktet Telioneura och familjen björnspinnare. Inga underarter finns listade i Catalogue of Life.